# 王韋仁
王韋仁（1987年6月16日—），為台灣的棒球選手之一，曾效力於中華職棒Lamigo桃猿隊，守備位置為投手。
2013年季末遭到釋出，生涯在一軍僅出賽1場比賽，投0.2局。

## 經歷
- 高雄市大同國小少棒隊
- 高雄市前金國中青少棒隊
- 臺中市台中高農青棒隊
- 嘉南藥理科技大學棒球隊（台糖）
- 中華職棒統一二軍借將（2006年）
- 高雄市五甲汽車棒球隊
- 台灣電力棒球隊（2009年－2010年）
- 中華職棒La New熊隊代訓球員（2010年－2011年）
- 中華職棒Lamigo桃猿隊代訓球員（2011年）
- 中華職棒Lamigo桃猿隊（2011年－2013年）
- 高雄市夏綠地慢速壘球隊
- 台中市億榮石材慢速壘球隊

## 職棒生涯成績
| 年度   | 球隊       | 出賽 | 勝投 | 敗投 | 中繼 | 救援 | 完投 | 完封 | 四死 | 三振 | 責失 | 投球局數 | 防禦率 |
| ------ | ---------- | ---- | ---- | ---- | ---- | ---- | ---- | ---- | ---- | ---- | ---- | -------- | ------ |
| 2012年 | Lamigo桃猿 | 1    | 0    | 0    | 0    | 0    | 0    | 0    | 1    | 0    | 0    | 0.2      | 0      |
| 合計   | 1年        | 1    | 0    | 0    | 0    | 0    | 0    | 0    | 1    | 0    | 0    | 0.2      | 0      |

## 特殊事蹟
- 2012年6月10日，一軍生涯初登板對戰兄弟象隊，總計中繼0.2局被擊出1支安打無失分，投出1次四壞球，這也是王韋仁生涯在一軍的唯一一次出賽。

## 外部連結
- 王韋仁在台灣棒球維基館上的頁面（繁體中文）
- 球員資訊和成績在中華職棒官網（中文）